# 250. ракетна бригада ПВД
250. ракетна бригада за противваздухопловна дејства (250. рбр ПВД) је здружена тактичка јединица, чију основну организацијску структуру чине модуларне јединице ранга дивизиона ПВД.
У саставу 250. рбр ПВД налази се пет ракетних дивизиона ПВД од којих су три самоходна дивизиона ракетног система „Куб”, а два ракетног система „Нева”. Постојећом организацијом обезбеђена је интеграција различитих система наоружања, као и рационално трошење расположивих ресурса ради постизања што већег степена способности и приправности за извршавање мисија и задатака.
Команда 250. ракетне бригаде ПВД смештена је у касарни „Бањица” у Београду, док су јединице размештене на 9 локација широм Србије.
Командант 250. ракетне бригаде ПВД је пуковник Момчило Милинков.

## Намена
Ракетна бригада ПВД је намењена за противваздухопловну одбрану ширих рејона градова и јединица Војске Србије од извиђања и дејстава противника из ваздушног простора. Оспособљена је за извршавање борбених задатака самостално и у садејству са осталим јединицама ПВО (ловачка авијација и јединице ВОЈИН).

## Задаци
- вођење противваздухопловне борбе,
- одбрана ваздушног простора,
- реаговање на инциденте у ваздушном простору,
- учешће у међународној војној сарадњи, кроз учествовање у међународним војним вежбама,
- пружање подршке и супротстављање евентуалном тероризму из ваздушног простора, откривањем и дејством по терористичким ваздухопловима,
- обука, изградња и одржавање борбене готовости.

## Историја јединице

### Оснивање
24. новембра 1962. године, на аеродрому Батајница, формиран је 250. ракетни пук противваздушне одбране, наредбом строго поверљиво бр. 423. Била је то прва ракетна јединица противваздушне одбране Југословенске народне армије, са задатком одбране ваздушног простора у рејону престонице тадашње Федеративне Народне Републике Југославије, Београда.
У саставу пука била су четири ракетна дивизиона (рд) и један ракетнотехнички дивизион (ртд). Био је наоружан ракетним системом „Двина”.

### Ашулук код Астрахана
Припреме и извршења гађања циљева у ваздуху на уређеном полигону у бившем Совјетском Савезу обележили су 1966. годину. Како је то био први пут да једна јединица Југословенске народне армије одлази у иностранство ради извршења задатка, припреми бојног гађања одлази посвећена је изузетна пажња.
Гађање су извршили 1. и 2. ракетни дивизион, ракетно-технички дивизион и део команде пука (110 официра и подофицира) 30. септембра 1966. године на полигону за гађање јединица ПВО „Ашулук” код Астрахана. Претходно су изведена школска гађања, а борбена послеподне. Истог дана гађало се на промашај, где је 2. ракетни дивизион био у режиму поготка, тако да није било потребе да совјетски дивизиони гађају на промашај, а југословенски на погодак, како је предвиђено планом команде полигона. Пошто је прва мета пала, лансирана је друга. Други дивизион је мету открио на даљини од 85 km. Полазни подаци за гађање одређени су на време, чак је два пута извршено проверавање података, на основу чега су одређени и параметри лета ракете. Лансирана је ракета која је пролетела поред циља на око 60 метара и није се активирала. Међутим, лансирана је друга ракета и циљ је уништен.
Овај задатак је, дакле, био веома успешно изведен. Тиме се 250. ракетни пук ПВО међународној војној јавности представио на најбољи могући начин, а почетком октобра пук се вратио из Совјетског Савеза.

### Бригада
Године 1978. почиње преформирање 250. ракетног пука у бригаду, паралелно са модернизацијом и опремањем савременијим системом ПВО „Нева”. Трансформација је завршена 1982. године, од када је бригада ојачана за још четири ракетна дивизиона опремљена системом С-125М „Нева” и за још један ракетно-технички дивизион.

### Распад СФРЈ
По повлачењу дела 350. ракетног пука ПВО на територију Србије, крајем сукоба у Словенији и почетком истих у Хрватској, два ракетна дивизиона тог пука привремено је требало да буду задржана у склопу 250. ракетне бригаде до изградње тада планираних ракетних положаја код Мостара. Међутим, почетком ратних сукоба у Босни и Херцеговини, донета је одлука да се цео пук повуче на територију Србије, где је 16. априла 1992. расформиран, док су његова преостала три дивизиона укључена у састав 250. рбр ПВО. Ова промена иницирала је дуго очекивано повлачење из употребе система „Двина” који су замењени системима „Нева” из 350. рбр ПВО.

### Борбена дејства током НАТО агресије 1999. године
Када је 1999. НАТО алијанса покренула агресију против Југославије (под називом Операција Савезничка сила), 250. ракетна бригаде је била наоружана системима с-125 НЕВА-М. Бригада је била активна цело време током 78 дана агресије НАТО снага, 24 часа дневно. Током агресије, бригаде је дејствовала 111 пута, са 88 ватрених локација, и премештала своју опрему додатних стотинка пута како би избегли НАТО снаге.
Дана 27. марта 1999, трећа батерија, под командом потпуковника Золтана Данија је успешно дејствовала и први пут у историји ратовања оборила амерички невидљиви авион F-117 најтхок, користећи систем Нева, С125-М1. Авион са ознаком AF 82 806 HO, којим је управљао пилот потпуковник Дејл Зелко, је пао у атару села Буђановци код Руме.
Дана 2. маја исте године, авион америчког ратног ваздухопловства, F-16CJ фајтинг фалкон, оборила је 250. Рбр у близини Новог Сада. Авион којим је управљао пилот потпуковник Дејвид Голдфејн, командант 555. ловачке ескадриле, и командант ваздухопловних снага Америке од 1. јула 2016. Обарање је дело исте (треће) батерије, али је овим обарањем командовао мајор Бошко Дотлић. У овој операцији учествовао је и садашњи командант бригаде.
Гађање под велом тајне које је извршио 3. ракетни дивизион 19/20. маја 1999. године још увек је предмет домаћег и међународног истраживачког новинарства. Тада је по свим показатељима погођен и оборен стратегијски бомбардер Б-2А. Погођен је са две бојеве ракете „крштене” од стране ракеташа као Тања и Ивана. Овим борбеним радом командовао је потпуковник Ђорђе Аничић. И у овој операцији је учествовао садашњи командант бригаде.
Иако је америчка администрација више пута захтевала повратак свих делова оборених авиона, делови летелица и личне опреме пилота и дан данас стоје поносно изложени у трофејној соби бригаде. За своје заслуге у одбрани државе од НАТО агресије, указом председника, 250. Ракетна бригаде је одликована орденом Народног хероја.
На основу података из службене радне бележнице и ратног дневника „Смена” заменика команданта трећег ракетног дивизиона, потпуковника Ђорђа Аничића, у времену мај—јул 2016. године, обиђени су сви ратни положаји и поступцима картирања формирана је карта ратног пута трећег ракетног дивизиона противваздушне одбране (3. рд ПВО) у периоду од 24. марта до 10. јуна 1999. године.

### Послератна трансформација
Током 2004. године почиње трансформација и реформа Војске Србије и Црне Горе, која се највише одразила смањењем броја јединица. Ове трансформације нису заобишле ни јединице ПВО, те је 30. септембра исте године расформиран 450. ракетни пук ПВО „Краљевске лисице” наоружан ракетним системима „Нева”. Јединице пука из Краљева ушле су у састав 250. ракетне бригаде.
Но ту трансформацијама није било краја. Дана 26. априла 2007. године, церемонијом на војном аеродрому Батајница обележено је поновно „формирање” бригаде, али другачије организације и састава. У састав бригаде су сада ушле све ракетне јединице ПВО Војске Србије, 230. самоходни ракетни пук ПВО из Ниша, 240. самоходни ракетни пук ПВО из Новог Сада и 310. самоходни ракетни пук ПВО из Крагујевца.

## Наоружање
Ракетни дивизиони наоружани су ракетним системима С-125М1Т („Нева”), а самоходни ракетни дивизиони ракетним системима 2К12 („Куб-М”). Поред тога, јединице су наоружане и преносним ракетним системима ПВО „Стрела 2М”.

## Организација
Током свог постојања, 250. пук/бригада ПВО је била у саставу:
- 1. зоне ПВО (1964—1966)
- 11. дивизије ПВО (1966—1986)
- 1. корпуса РВ и ПВО (1986—1992)
- корпуса ПВО (1992—2006)
- Ваздухопловство и противваздухопловна одбрана Војске Србије (2006-)

### Потчињене јединице
- 250. ракетна бригада ПВО — Бањица
  - 1. ракетни дивизион ПВО — Зуце
  - 2. ракетни дивизион ПВО — Панчево
  - 3. ракетни дивизион ПВО — Јаково
  - 230. самоходни ракетни дивизион ПВО — Ниш
  - 240. самоходни ракетни дивизион ПВО — Нови Сад
  - 310. самоходни ракетни дивизион ПВО — Крагујевац

## Команданти пука/бригаде
- Стеван Роглић
- Милојко Апостоловић
- Миљенко Миловић
- Милош Пеић
- Радомир Секулић
- Младен Карановић
- Мирослав Лазовић
- Драган Станковић
- Јовица Драганић
- Станко Васиљевић
- Миодраг Гордић
- Душко Жарковић
- Сава Миленковић
- Милан Поповић
- Тиосав Јанковић
- Новица Гогић
- Момчило Милинков